# MacGyver
MacGyver är en amerikansk TV-serie med Richard Dean Anderson i titelrollen. Den visades i amerikansk TV åren 1985-1992 i totalt 139 stycken 45-minutersavsnitt och därefter två stycken en och en halv timmes långfilmsavsnitt (Lost Treasure of Atlantis och Trail to Doomsday). Den svenska TV-premiären ägde rum i slutet av april 1990. En reboot av serien hade premiär 2016.

## Handling
Huvudpersonen Angus MacGyver, spelad av Richard Dean Anderson, är en extremt påhittig man som i sitt arbete för stiftelsen The Phoenix Foundation ofta hamnar i äventyrliga situationer. Han tvingas då improvisera fram lösningar med hjälp av de föremål som finns till hands. På grund av en tragisk händelse i barndomen använder MacGyver aldrig skjutvapen (förutom i pilotavsnittet). Därför krävs varje uns av hans fysik- och kemiutbildning för att han ska klara sig ur kniporna. MacGyvers vän, chef och kollega, Peter Thornton (Dana Elcar), är inte lika påhittig, men ett bra stöd i svåra tider. Bland de skådespelare som har medverkat i serien finns även Cuba Gooding Jr., Tia Carrere, Mayim Bialik, Teri Hatcher, samt Michael Des Barres, som spelade den regelbundet återkommande psykopaten och ärkeskurken Murdoc.
MacGyvers improvisationer skapade ett nytt begrepp: ”MacGyverism”. Det har sagts att "det fanns inga situationer som inte gick att lösa med en schweizisk armékniv, silvertejp och en gnutta genialitet".

## Rollista i urval
- Richard Dean Anderson - Angus MacGyver, en hemlig agent
- Dana Elcar - Pete Thornton, MacGyvers chef och vän
- Bruce McGill - Jack Dalton, MacGyvers bästa vän

## Musiken
Flera musikproducenter medverkade till TV-serien, bland andra Randy Edelman, Dennis McCarthy, Ken Harrison och Mike Melvoin. Det var Edelman som komponerade det berömda ledmotivet till serien. Under en period samarbetade Edelman och Melvoin med musiken.

## På TV och DVD

### På TV
Serien började sändas på måndagar kl. 21:00 i SVT i april 1990 och sändes fram till våren 1995, och senare på Kanal 5. Hösten 2006 sändes serien på Kanal 5 klockan 12:10 varje vardagseftermiddag, men slutade sändas i mitten av december samma år. Kanal 5 visade MacGyver varje vardag klockan 11:55 till och med den 16 november 2007. Den visades sedan i repris på Kanal 5 till och med den 25 februari 2008. MacGyver visas i repris på Kanal 5 igen under nattetid. Numera (2012-) sänds serien på vardagar vid lunchtid på Kanal 9.

### På DVD
Nedan visas utgivningsplanen för MacGyver på DVD.
| DVD-titel                           | Region 1         | Region 2                 | Region 2 - Sverige | Innehåll               | Tagline                                  |
| ----------------------------------- | ---------------- | ------------------------ | ------------------ | ---------------------- | ---------------------------------------- |
| MacGyver - Säsong 1                 | 25 januari 2005  | 18 juli 2005             | 10 juni 2005       | 22 avsnitt, 6-disc     | Always prepared for adventure            |
| MacGyver - Säsong 2                 | 7 juni 2005      | 27 februari 2006         | 22 mars 2006       | 22 avsnitt, 6-disc     | His mind is the ultimate weapon          |
| MacGyver - Säsong 3                 | 6 september 2005 | 2 oktober 2006           | 27 september 2006  | 20 avsnitt, 5-disc     | Saving the day is all in a day's work    |
| MacGyver - Säsong 4                 | 6 december 2005  | 29 januari 2007          | 21 mars 2007       | 19 avsnitt, 5-disc     | He acts fast and thinks faster           |
| MacGyver - Säsong 5                 | 14 mars 2006     | 13 juli 2009             | 9 april 2008       | 21 avsnitt, 6-disc     | The right man when things go wrong       |
| MacGyver - Säsong 6                 | 13 juni 2006     | 22 mars 2010             | 27 augusti 2008    | 21 avsnitt, 6-disc     | Braver than most — smarter than the rest |
| MacGyver - Säsong 7                 | 24 oktober 2006  | 21 juni 2010             | 11 mars 2009       | 14 avsnitt, 4-disc     | Back in action — ready for danger        |
| MacGyver: The Complete Series       | 16 oktober 2007  | 30 augusti 2010          | 30 september 2009  | 139 avsnitt + 2 filmer | Contains all 139 episodes                |
| MacGyver: Lost Treasure of Atlantis | 15 juni 2010     | Har ej fått releasedatum | 6 oktober 2010     | 2 filmer               | The TV Movies                            |
| MacGyver: Trail to Doomsday         | 15 juni 2010     | Har ej fått releasedatum | 6 oktober 2010     | 2 filmer               | The TV Movies                            |

## Efterföljare
Strax efter att TV-serien slutade produceras, gjordes två långfilmer för TV: MacGyver: Lost Treasure of Atlantis och MacGyver: Trail to Doomsday.
Det gjordes också ett pilotavsnitt för en TV-serie, som sedan inte visades: Young MacGyver

## Framtida film
Lee David Zlotoff, skaparen av serien, meddelade den 3 maj 2008 att en ny MacGyver-film är under produktion vilket bekräftades av New Line Cinema i mars 2009. Zlotoff kommer att tillsammans med Martha De Laurentiis och Raffaella De Laurentiis (dotter till veteranproducenten Dino De Laurentiis) producera filmen genom Raffaella Productions. Richard Dean Anderson är intresserad av att återfå rollen, men det återstår att se vem som kommer att spela rollen som MacGyver i filmen.

## MacGyver på bok
| Nr | USA:s bokpubliceringsdatum | Titel och författare           |
| -- | -------------------------- | ------------------------------ |
| 1  | 9 juli 1987                | MacGyver on Ice av Mark Daniel |

## I världen
- I Argentina visades den på Canal 13.
- I Australien visades den på Seven Network.
- I Bangladesh visades den på Bangladesh Television och Ekushey Television.
- I Barbados visades den på CBC.
- I Belgien visades den på VTM (dubbad på holländska), Kanaal2 (dubbad på holländska) och RTL TVI (dubbad på franska).
- I Brasilien visades den på TV Globo med titeln "Profissão: Perigo!" (på engelska, "Occupation: Danger!"). Originalets start- och slutmusik ersattes av Rushs sång "Tom Sawyer".
- I Colombia hade serien premiär år 1986 på RCN när de var en licenserare till Public Television-systemet. Efter många repriser genom åren, var den det första flaggskeppet som visades på RCN när de blev ett TV-nät år 1998. Sedan visades serien på Telecaribe och för närvarande på Bogotás lokala nät CityTV.
- I Costa Rica visades den på channel 6 och för närvarande på channel 11. Serien blev så populär att en mycket tekniskt kunnig person kallas "MacGyver".
- I Danmark visades den på TV Danmark.
- I Dominikanska republiken visades den på Canal 11 (Telesistema) och sedan på Canal 7 (Rahintel).
- I Egypten visades säsongerna ett antal omgångar på programmet  "Ekhtarna Lek" (What we chose for you), på Egyptian Channel 1 som mottog en stor fantastbas i Egypten. Den visades även på Channel 2.
- I El Salvador visades den på TV2. När sista avsnittet av sista säsongen visades (ett år efter USA, dubbad på spanska), uppstod ett fel, som gav upphov till att avsnittet inte visades från början. Det orsakade stor protest från TV-tittarna, speciellt eftersom serierna, då, var mycket populära. Programchefen avskedades omedelbart på grund av förödelsen.
- På Filippinerna visades den på RPN 9.
- I Finland visades den på MTV3 med titeln Ihmemies MacGyver (Mirakelmannen MacGyver). Den visas igen på SubTV.
- I Frankrike visades den på TF1 och senare på TV Breizh.
- I Grekland visades den på ERT and ANT1.
- I Indien visades den på Star World.
- I Indonesien visades den på RCTI.
- I Irland visades den på RTE Network 2.
- I Israel visades den på Channel 1 av Israel Broadcasting Authority (IBA).
- I Italien visades den på Italia1 och Rete4.
- I Japan visades den på JCTV.
- I Malaysia visades den på TV3.
- På Malta visades den på TVM.
- I Mexiko visades den på Canal 5, Televisa.
- I Moçambique visades den på TVM.
- I Namibia visades den på NBC.
- I Norge har serierna gått i omgångar på TV 2, och senare under 2007.
- I Nya Zeeland visades den på TV2 och visas just nu[när?] på Prime.
- I Polen visades den på TVP 1, Polonia 1 och Polsat och visas just nu[när?] på TV Puls.
- I Portugal visades den på RTP 1 och SIC Radical.
- I Rumänien visades den på Antena 1.
- I Ryssland visades den på TNT.
- I Saudiarabien visades den på Saudi TV Channel 2.
- I Schweiz visades den på TSR, på franska.
- I Singapore visades den sedan på TCS' Channel 5.
- I Slovakien visades den på STV, Markiza, JOJ. Den visas just nu[när?] på JOJ.
- I Slovenien visades den på Kanal A.
- I Spanien visades den på TVE, Telecinco, Calle 13 och Antena 3.
- I Sri Lanka visades den på Rupavahini.
- I Storbritannien, ITV1 visade endast 22 avsnitt från olika säsonger från 1980- till 1990-talet och några på BBC1. ITV1 visade heller aldrig säsong 1, 2, 6 och 7. Bravo har visat om avsnitt. De har precis börjat visas igen på kanalen FX.
- I Sverige visades den först på SVT sedan på Kanal 5 och visas sedan 2011 på Kanal 9. 2022 visas serien på TV12
- I Sydafrika visades den på SABC
- I Sydkorea visades den på MBC.
- I Taiwan visades den på TTV och FTV.
- I Thailand visades den på Channel 3.
- I Tjeckien visades den på TV Nova och TV Prima.
- I Trinidad och Tobago visades den på TTT.
- I Turkiet visades den på Star TV.
- I Tyskland visades den på Pro7, Sat.1, Kabel1 och Premiere Series.
- I Uganda visades den på TV Africa.
- I Ungern visades den på MTV2 och TV2 under sent 1990-tal.
- I Uruguay visades den på Canal 12 (La Tele).
- I Venezuela visades den på RCTV.
- I Zambia visades den på ZNBC.
- I Zimbabwe visades den på ZBC TV 1.
- I Österrike visades den på ORF1.